# Gaurotes filiola
Gaurotes filiola är en skalbaggsart som beskrevs av Holzschuh 1998. Gaurotes filiola ingår i släktet Gaurotes och familjen långhorningar. Inga underarter finns listade i Catalogue of Life.